# Fußball-Weltmeisterschaft 1966/Ungarn
Dieser Artikel behandelt die ungarische Fußballnationalmannschaft bei der Fußball-Weltmeisterschaft 1966.

## Qualifikation
| DDR        | - | Ungarn     | 1:1 | Vogel 17' / Bene 28'                              |
| Österreich | - | Ungarn     | 0:1 | Fenyvesi 44'                                      |
| Ungarn     | - | Österreich | 3:0 | Farkas 4', Fenyvesi 35', Mészöly 70'              |
| Ungarn     | - | DDR        | 3:2 | Rákosi 41', Novák 53', Farkas 80' / Ducke 31' 71' |

## Ungarisches Aufgebot
| Nummer / Name | Nummer / Name      | Damaliger Verein     | Geburtstag | Länderspiele |
| Torhüter      | Torhüter           | Torhüter             | Torhüter   | Torhüter     |
| ------------- | ------------------ | -------------------- | ---------- | ------------ |
| 1             | Antal Szentmihályi | Újpesti Dózsa        | 13.06.1939 |              |
| 21            | József Gelei       | Tatabányai Bányász   | 29.06.1938 |              |
| 22            | István Géczi       | Ferencváros Budapest | 13.06.1944 |              |
| Abwehr        |                    |                      |            |              |
| 2             | Benő Káposzta      | Újpesti Dózsa        | 07.06.1942 |              |
| 3             | Sándor Mátrai      | Ferencváros Budapest | 20.11.1932 |              |
| 4             | Kálmán Sóvári      | Újpesti Dózsa        | 21.12.1940 |              |
| 5             | Kálmán Mészöly     | Vasas Budapest       | 16.07.1944 |              |
| 17            | Gusztáv Szepesi    | Tatabányai Bányász   | 17.06.1939 |              |
| 18            | Kálmán Ihász       | Vasas Budapest       | 06.12.1941 |              |
| Mittelfeld    |                    |                      |            |              |
| 6             | Ferenc Sipos       | Honvéd Budapest      | 13.12.1932 |              |
| 8             | Zoltán Varga       | Ferencváros Budapest | 01.01.1945 |              |
| 9             | Flórián Albert     | Ferencváros Budapest | 15.09.1941 |              |
| 13            | Imre Mathesz       | Vasas Budapest       | 25.03.1937 |              |
| 14            | István Nagy        | MTK Hungária FC      | 14.04.1939 |              |
| Angriff       |                    |                      |            |              |
| 7             | Ferenc Bene        | Újpesti Dózsa        | 17.12.1944 |              |
| 10            | János Farkas       | Vasas Budapest       | 27.03.1942 |              |
| 11            | Gyula Rákosi       | Ferencváros Budapest | 09.10.1938 |              |
| 12            | Máté Fenyvesi      | Ferencváros Budapest | 20.09.1933 |              |
| 15            | Dezső Molnár       | Vasas Budapest       | 02.12.1939 |              |
| 16            | Lajos Tichy        | Honvéd Budapest      | 21.03.1935 |              |
| 19            | Lajos Puskás       | Vasas Budapest       | 03.08.1944 |              |
| 20            | Antal Nagy         | Honvéd Budapest      | 16.05.1944 |              |
| Trainer       |                    |                      |            |              |
|               | Lajos Baróti       |                      | 19.08.1914 |              |

## Spiele der ungarischen Mannschaft

### Erste Runde
- Portugal –  Ungarn 3:1 (1:0)

Stadion: Old Trafford (Manchester)
Zuschauer: 37.000
Schiedsrichter: Callaghan (Wales)
Tore: 1:0 José Augusto (1.), 1:1 Bene (60.), 2:1 José Augusto (67.), 3:1 Torres (90.)
- Ungarn –  Brasilien 3:1 (1:1)

Stadion: Goodison Park (Liverpool)
Zuschauer: 52.000
Schiedsrichter: Dagnall (England)
Tore: 1:0 Bene (2.), 1:1 Tostão (14.), 2:1 Farkas (64.), 3:1 Mészöly (73.) 11m
- Ungarn –  Bulgarien 3:1 (2:1)

Stadion: Old Trafford (Manchester)
Zuschauer: 22.000
Schiedsrichter: Goicoechea (Argentinien)
Tore: 0:1 Asparuchow (15.), 1:1 Dawidow (43.) ET, 2:1 Mészöly (45.), 3:1 Bene (54.)
Eine Riesensensation gab es in der spielstarken Gruppe C. Weltmeister Brasilien hatte zwar im ersten Spiel Bulgarien 2:0 besiegt, doch Pelé verletzte sich und musste im zweiten Spiel gegen Ungarn auf eine Teilnahme verzichten. Somit steckte der amtierende Champion eine hochverdiente 1:3-Niederlage gegen die Kicker aus Budapest ein. Auch gegen Portugal hatten die Südamerikaner (wieder mit Pelé) keine Chance und unterlagen erneut 1:3. Allerdings hatten die Portugiesen den nicht optimal genesenen Pelé besonders aufs Korn genommen und in dieser Partie durch Fouls so arg zugesetzt, dass der Weltstar der Brasilianer humpelnd das Spielfeld verlassen musste. Bester Mann bei den ungeschlagenen Portugiesen war Eusébio. Ungarn besiegte auch Bulgarien und belegte den zweiten Platz hinter den Portugiesen.

### Viertelfinale
| 22.100 | Roker Park (Sunderland) | Sowjetunion | Ungarn | Gardeazábal (Spanien) | 2:1 (1:0) | 1:0 Tschislenko (5.) 2:0 Porkujan (46.) 2:1 Bene (57.) |

In Sunderland trafen die UdSSR und Ungarn aufeinander. Zwei eklatante Fehler des ungarischen Schlussmanns Gelei verhalfen den lauf- und zweikampfstarken Russen zur 2:0-Führung durch Tschislenko und Porkujan. Beim nun folgenden Sturmlauf der Magyaren in der zweiten Hälfte bewies der sowjetische Keeper Lew Jaschin ein weiteres Mal seine Extraklasse und ließ nur noch den Gegentreffer von Bene zu.